# Йоганнітерський міст
47°33′53″ пн. ш. 7°35′09″ сх. д. / 47.5648° пн. ш. 7.58587° сх. д.
Йоганнітерський міст (нім. Johanniterbrücke) — міст через Рейн у місті Базель, Швейцарія.

## Перший міст
У червні 1877 року на референдумі було прийнято рішення про будівництво третього мосту через Рейн. 
Залізний міст побудований за два роки і відкритий 15 липня 1882 року. 
Він був не такий високий, як Веттштайнський міст, але справляв враження на глядачів.
Міст мав 225,32 м завдовжки та 12,60 м завширшки, підтримувався чотирма міцними кам'яними пілонами з лауфенського вапняку. Елегантні перила та опори для ліхтарів завершили оздоблення величного мосту.
З 1924 року Йоганнітерським мостом курсував двоколійний трамвай.

## Другий міст
У 1964 році Велика рада вирішила відновити Йоганнітерський міст. 
У 1965-67 рр. попередньо напружений бетонний балковий міст був перебудований ліворуч і праворуч від старого мосту, а після знесення старого мосту насунутий на дві нові річкові опори. 
Це був перший великий міст у Швейцарії, побудований консольним методом. 
Головний проліт — 137,3 м. 
Новим мостом трамвайний рух відсутній, хоча в 1968 — 2004 рр. мостом курсував Базельський тролейбус.